# Epimetej (mitologija)
Epimetej (grč. Ἐπιμηθεύς, Epimêtheús) u grčkoj mitologiji Titan je druge generacije, Japetov je sin te Prometejev i Atlasov brat, Pandorin muž. 

## Etimologija
Epimetejevo grčko ime modelirano je po uzoru na Prometeja te znači "primisao", za razliku od etimologije imena njegova brata Prometeja = "predumišljaj".

## Mitologija
Epitemej je pomogao bratu Prometeju pri stvaranju ljudskoga roda. Bio je zadužen da novostvorenim životinjama daje pozitivne osobine, ali kad je došao do čovjeka, više ih nije bilo. Njegov je brat ukrao vatru i podao je čovjeku, a zbog toga ga je Zeus kaznio i prikovao za stijenu.
Zeus je stvorio Pandoru, prvu ženu i dao je Epimeteju, znajući da će se zaljubiti u nju, usprkos bratovim upozorenjima koji mu je rekao da nikad ne prihvaća darove od olimpskih bogova s kojima su Titani bili u sukobu. Epitemejeva i Pandorina kći zvala se Pira, a udala se za Deukaliona.

## Poveznice
- Prometej
- Pandora

## Vanjske poveznice
- Epimetej u klasičnoj literaturi i umjetnosti (engl.)